# Stainforthiidae
Stainforthiidae es una familia de foraminíferos bentónicos de la superfamilia Turrilinoidea, del suborden Buliminina y del orden Buliminida. Su rango cronoestratigráfico abarca desde el Eoceno medio hasta la Actualidad.

## Discusión
Clasificaciones previas incluían Stainforthiidae en el suborden Rotaliina y/o orden Rotaliida.

## Clasificación
Stainforthiidae incluye a los siguientes géneros:
- Cassidelina
- Galliherina †
- Hopkinsina
- Mandjina †
- Stainforthia
- Virgulinopsis
- Virgulopsis †
- Virgulopsoides

Otro género considerado en Stainforthiidae es:
- Pseudovirgulina †, aceptado como Stainforthia